# UFC 197
UFC 197: Jones vs. Saint Preux è stato un evento di arti marziali miste tenuto dalla Ultimate Fighting Championship svolto il 23 aprile 2016 all'MGM Grand Garden Arena di Las Vegas, Stati Uniti.

## Retroscena
L'evento doveva essere organizzato al Madison Square Garden di New York, nonché il primo evento di MMA nello stato di New York dopo la sua restrizione. Tuttavia, il 25 gennaio, fu annunciato che l'ingiunzione che permetteva alla UFC di organizzare l'evento in tale stato venne negata da un giudice federale. In accordo con l'ordine emesso dal giudice della corta distrettuale di New York Kimba M. Wood, la corte federale dovrà prima pronunciarsi sul ricorso effettuato dalla Zuffa sul divieto di organizzare l'evento nello stato newyorkese. Il 6 febbraio, la UFC confermò che l'evento si terrà a Las Vegas.
Nel main event della card avrebbero dovuto affrontarsi nuovamente per il titolo dei pesi mediomassimi UFC, il campione Daniel Cormier e l'ex campione Jon Jones. Il primo match, che si tenne a gennaio 2015 all'evento UFC 182, vide trionfare Jones che difese il titolo. Successivamente alla vittoria, Jones venne privato del titolo e sospeso a tempo indeterminato per aver causato un incidente stradale, susseguito dall'accusa di omissione di soccorso. Cormier, quindi, lo sostituì per affrontare Anthony Johnson in un match con in palio il titolo dei pesi mediomassimi.
Il 29 marzo, Jones venne arrestato ad Albuquerque per aver violato la libertà vigilata. L'arresto fu effettuato cinque giorni dopo essere stato chiamato in causa per multiple violazione del codice della strada, tra cui gare illegali, esibizioni automobilistiche, modifiche non legali al tubo di scarico e manomissione della targa che risultava quasi illeggibile. Dopo l'arresto decise di patteggiare e quindi venne rilasciato il 31 marzo. Nonostante ciò, il suo match con Cormier non venne cancellato. Il 1º aprile, però, Cormier annunciò di essersi infortunato al piede e di non poter quindi partecipare all'evento. Al suo posto venne inserito Ovince Saint Preux, in un match valido per il titolo ad interim dei pesi mediomassimi.
Nel co-main event della serata si affrontarono per il titolo dei pesi mosca UFC, il campione in carica Demetrious Johnson e la medaglia d'oro nella lotta libera alle olimpiadi del 2008 Henry Cejudo.
A gennaio del 2016, B.J. Penn annunciò di voler ritornare attivo nelle competizioni di MMA nella categoria dei pesi piuma, dopo il suo "ritiro" avvenuto 18 mesi fa. Tuttavia, il suo ritorno venne ostacolato da una accusa di genere penale nei suoi confronti. Dopo la caduta di tali accuse, la UFC annunciò che al suo ritorno dovrà affrontare Dennis Siver ad UFC 199.
L'ex campionessa dei pesi paglia WSOF Jessica Aguilar doveva affrontare Juliana Lima, ma venne rimossa dalla card il 18 marzo per un infortunio al ginocchio. Al suo posto venne inserita l'ex campionessa dei pesi paglia UFC Carla Esparza.

## Risultati
|                                                   | Divisione         |                        |                 |                    | Metodo                                  | Round           | Tempo           | Premio          |
| Card Principale                                   | Card Principale   | Card Principale        | Card Principale | Card Principale    | Card Principale                         | Card Principale | Card Principale | Card Principale |
| ------------------------------------------------- | ----------------- | ---------------------- | --------------- | ------------------ | --------------------------------------- | --------------- | --------------- | --------------- |
| Sfida valida per il titolo di campione ad interim | Pesi Mediomassimi | Jon Jones              | batte           | Ovince Saint Preux | Decisione unanime (50-44, 50-45, 50-45) | 5               | 5:00            |                 |
| Sfida valida per il titolo di campione indiscusso | Pesi Mosca        | Demetrious Johnson (c) | batte           | Henry Cejudo       | KO Tecnico (ginocchiate e pugni)        | 1               | 2:49            | POTN            |
|                                                   | Pesi Leggeri      | Edson Barboza          | batte           | Anthony Pettis     | Decisione unanime (29-28, 29-28, 30-27) | 3               | 5:00            |                 |
|                                                   | Pesi Medi         | Robert Whittaker       | batte           | Rafael Natal       | Decisione unanime (29-28, 30-27, 30-27) | 3               | 5:00            |                 |
|                                                   | Pesi Piuma        | Yair Rodríguez         | batte           | Andre Fili         | KO (calcio alla testa in salto)         | 2               | 2:15            | POTN            |
| Card Preliminare (Fox Sports 1)                   |                   |                        |                 |                    |                                         |                 |                 |                 |
|                                                   | Pesi Mosca        | Sergio Pettis          | batte           | Chris Kelades      | Decisione unanime (30-27, 30-27, 30-27) | 3               | 5:00            |                 |
|                                                   | Pesi Welter       | Danny Roberts          | batte           | Dominique Steele   | Decisione unanime (29-28, 29-28, 29-28) | 3               | 5:00            | FOTN            |
|                                                   | Pesi Paglia (F)   | Carla Esparza          | batte           | Juliana Lima       | Decisione unanime (30-27, 30-27, 30-27) | 3               | 5:00            |                 |
|                                                   | Pesi Leggeri      | James Vick             | batte           | Glaico Franca      | Decisione unanime (29-28, 29-28, 30-27) | 3               | 5:00            |                 |
| Card Preliminare (UFC Fight Pass)                 |                   |                        |                 |                    |                                         |                 |                 |                 |
|                                                   | Pesi Massimi      | Walt Harris            | batte           | Cody East          | KO Tecnico (pugni)                      | 1               | 4:18            |                 |
|                                                   | Pesi Mediomassimi | Marcos Rogerio de Lima | batte           | Clint Hester       | Sottomissione (triangolo di braccio)    | 1               | 4:35            |                 |
|                                                   | Pesi Leggeri      | Kevin Lee              | batte           | Efrain Escudero    | Decisione unanime (29-28, 29-28, 29-28) | 3               | 5:00            |                 |

## Premi
I lottatori premiati ricevettero un bonus di 50.000 dollari.
Legenda:
- FOTN: Fight of the Night (vengono premiati entrambi gli atleti per il miglior incontro dell'evento)
- POTN: Performance of the Night (viene premiato il vincitore per la migliore performance dell'evento)

## Incontri Annullati
|                                                   | Divisione         |                    |        |              | Motivo                        |
| ------------------------------------------------- | ----------------- | ------------------ | ------ | ------------ | ----------------------------- |
| Sfida valida per il titolo di campione indiscusso | Pesi Mediomassimi | Daniel Cormier (c) | contro | Jon Jones    | Cormier subì un infortunio    |
|                                                   | Pesi Paglia (F)   | Jessica Aguilar    | contro | Juliana Lima | La Aguilar subì un infortunio |